# گراهاناندان سینگ
گراهاناندان سینگ (انگلیسی: Grahanandan Singh; ۱۸ فوریهٔ ۱۹۲۶ – ۷ دسامبر ۲۰۱۴) بازیکن هاکی روی چمن اهل هند بود.
وی به‌همراه تیم ملی هاکی روی چمن مردان هند به قهرمانی بازی‌های المپیک تابستانی ۱۹۴۸ و ۱۹۵۲ دست پیدا کرده‌است.